# Suiren
Prema kineskoj mitologiji, Suiren (kineski 燧人, Suìrén) pronašao je vatru te je bio drevni vladar Kine, treći po redu. Prema mitu, vladao je 456 000 godina, a prikazuje ga se s tri oka.
Prema jednoj legendi, Suiren je pripomogao pri stvaranju svijeta.